# Всеобщая конфедерация труда (Франция)
Всеобщая конфедерация труда (ВКТ, фр. Confédération générale du travail, CGT) — крупнейшее французское профсоюзное объединение, созданное в 1895 году. Исторически ВКТ была связана с Французской коммунистической партией, состояла во Всемирной федерации профсоюзов.

## История
В 1886 году сторонниками Жюля Геда была основана Национальная федерация профсоюзов как вспомогательное подразделение политической партии. Она вступила в конфликт с созданной в 1892 году Федерацией бирж труда, которую позднее возглавил анархист Фернан Пеллутье, но в 1893 году удалось принять решение о проведении совместного съезда в Нанте, который прошёл в 1894 году и сформировал Национальный рабочий совет (Conseil national ouvrier), призванный подготовить слияние двух организаций. С 23 по 28 сентября 1895 года в Лиможе состоялся учредительный съезд с участием 75 делегатов от 28 федераций, 18 бирж труда и 126 профсоюзных палат. Среди них были такие известные деятели рабочего движения, как Огюст Кюфер и бывший коммунар Жан Аллеман. На заседании 27 сентября принято решение о наименовании профобъединения: «Всеобщая конфедерация труда».
Ранние годы её существования ознаменовались внутренней борьбой различных фракций, в силу которой ВКТ оказалась под контролем синдикалистов в 1906 году, когда при активном участии анархо-синдикалиста Эмиля Пуже была принята Амьенская хартия, провозглашавшая бескомпромиссную классовую борьбу, требования экспроприации собственности капиталистов и уничтожения капитализма, а также независимость профсоюзов от СФИО и любых других политических партий. Но уже в 1909 году новым лидером стал социалист Леон Жуо, возглавлявший профобъединение до 1947 года.
Хотя накануне Первой мировой войны ВКТ активно боролась против милитаризма и колониальных войн французского империализма, в период войны организация встала на патриотические позиции, поддержав правительство (единственным членом Национального конфедеративного комитета ВКТ, требовавшим выполнения решений предыдущих съездов начать всеобщую стачку против войны в случае её возникновения, был Раймон Перика). Фактически это означало распад ВКТ и выделение в ней левого, антивоенного и революционного крыла, участвовавшего в Циммервальдской конференции и организации выступлений рабочих против классового сотрудничества, войны и интервенции против Советской России, за введение 8-часового рабочего дня и повышение зарплат. Революционно-синдикалистское крыло профсоюзного движения (включавшее такие фигуры, как Гастон Монмуссо или будущие троцкисты Альфред Росмер и Пьер Монатт) было воодушевлено революцией в России и на лионском съезде ВКТ в 1919 году требовало присоединения к Коминтерну.

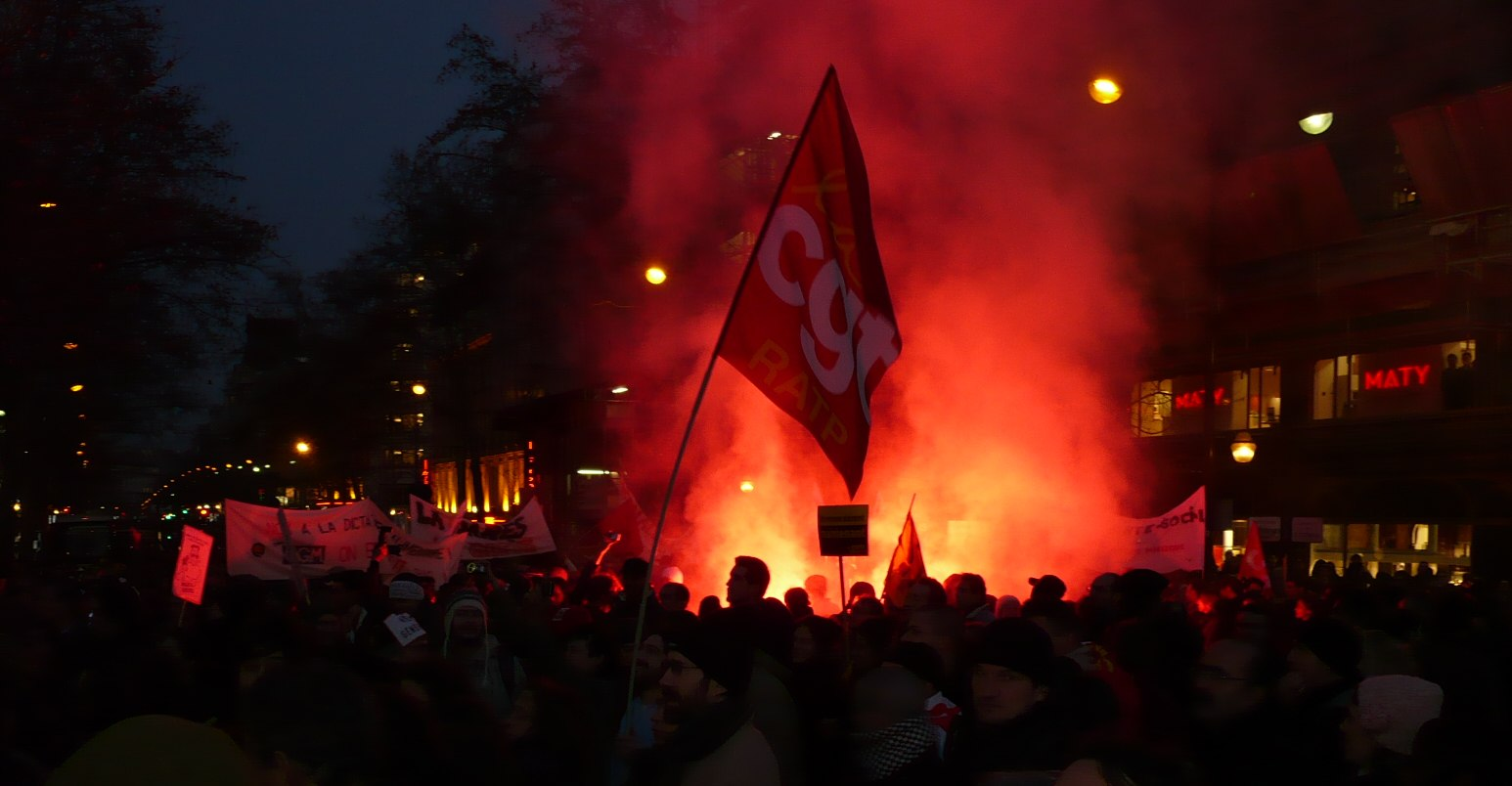
Знамя ВКТ на манифестации в ходе всеобщей забастовки 29 января 2009 года (Париж).

В итоге, реформистское руководство ВКТ после войны исключило к 1921 году из своих рядов наиболее радикальные профсоюзы, находившиеся под влиянием анархистов, коммунистов и синдикалистов. В июле 1922 года те образовали альтернативную Унитарную всеобщую конфедерацию труда, попавшую под советское влияние, но в 1936 году организации вновь воссоединились при формировании Народного фронта с целью противостояния угрозе распространения фашизма. В последующие годы важными завоеваниями профобъединения стали 40-часовая рабочая неделя и повышение заработных плат в пределах 7-15 %. С началом Второй мировой войны и после поражения Франции в 1940 году ВКТ была запрещена правительством Виши и возобновила деятельность в 1944 году. Вследствие возросшего за годы оккупации авторитета ФКП, в 1945 году коммунист Бенуа Фрашон стал вторым генеральным секретарём профобъединения наряду с Жуо, а в 1946—1947 годах оно полностью перешло под контроль коммунистов.
В 1947 году умеренные социалисты не поддержали забастовки, организованные ВКТ в знак протеста против исключения коммунистов из французского правительства, вышли из профобъединения и сформировали новое, под названием «Всеобщая конфедерация труда — Сила рабочих» (в русском языке устоялся вариант Форс увриер). Во главе Форс увриер стал Леон Жуо, его ближайшими сотрудниками выступали лидер профсоюза металлистов Робер Ботеро, лидер профсоюза работников кино и сцены Раймон Ле Бурре, марсельский лидер профсоюза моряков Пьер Ферри-Пизани. В создании Форс увриер активно участвовал американский профсоюзный деятель и антикоммунистический оперативник, международный представитель АФТ Ирвинг Браун.
В мае 1946 года из ВКТ вышли сторонники идей революционного синдикализма, примкнувшие к созданному их единомышленниками профобъединению «Национальная конфедерация труда».
Самым враждебным ВКТ профобъединением являлась «жёлтая» корпоративистская Французская конфедерация труда во главе которой стояли вначале Жак Симакис, затем Огюст Блан. Конфликты между активистами ВКТ и ФКТ доходили до физических столкновений и кровопролития. Широкий резонанс и массовые протесты вызвало убийство правым боевиком ФКТ пикетчика ВКТ в Реймсе 5 июня 1977.
ВКТ в течение многих лет входит в число наиболее влиятельных профобъединений Франции, являлась одним из учредителей и членом Всемирной федерации профсоюзов. Однако, 45-й съезд профобъединения в 1995 году переизбрал в должности генерального секретаря Луи Вьянне, который объявил делегатам о своём выходе из состава Национального бюро Французской компартии, а ранее в том же году вывел свою организацию из ВФП. В 1999 году ВКТ вошла в Европейскую конфедерацию профсоюзов, 1 января 2000 года вступил в силу новый трудовой кодекс, узаконивший 35-часовую рабочую неделю во Франции.

## Генеральные секретари
- Лагальс[фр.] (4 декабря 1895 — октябрь 1898)
- Морис Копиньо[фр.] (октябрь 1898 — сентябрь 1900)
- Виктор Реноден[фр.] (сентябрь 1900 — 21 апреля 1901)
- Эжен Герар[фр.] (21 апреля — 26 ноября 1901)
- Виктор Грифелье[фр.] (ноябрь 1901 — 2 февраля 1909)
- Луи Нель[фр.] (24 февраля — 12 июля 1909)
- Леон Жуо[6] (12 июля 1909 — 19 декабря 1947)
- Бенуа Фрашон[6] (5 сентября 1945 — 16 июня 1967)
- Ален Ле Лип[6] (январь 1948 — 27 сентября 1957)
- Жорж Сеги (16 июня 1967 — 18 июня 1982)
- Анри Красуцки[фр.] (18 июня 1982 — 31 января 1992)
- Луи Вьянне (31 января 1992 — 5 февраля 1999)
- Бернар Тибо[фр.] (5 февраля 1999 — 22 марта 2013)
- Тьери Лепо[фр.] (22 марта 2013 — 7 января 2015)
- Филипп Мартинес (3 февраля 2015 — 31 марта 2023)
- Софи Бине (с 31 марта 2023)